# 이것은 좀비입니까?
《이것은 좀비입니까?》(これはゾンビですか? 고레 와 존비 데스 가?[*])는 일본의 작가 키무라 신이치의 라이트 노벨이다. 삽화는 코부이치와 무리링 2명이 담당한다. 후지미 판타지아 문고(후지미 쇼보)에서 발매되며 대한민국에서는 서울문화사의 제이노블을 통해 발매되고 있다.
제20회 판타지아 대상의 가작 수상 작품으로, 《이것은 좀비입니까? 네, 마법소녀입니다.》에서 개명된 제목이다. 2009년 12월 30일에 마린 엔터테인먼트를 통해 드라마 CD가 발매되었다.
일본에서는 2011년 1월 11일부터 스튜디오 딘을 통해 제작된 동명의 애니메이션이 방영되었다. 그리고 이듬해인 2012년 4월에 '이것은 좀비입니까? OTD(Of The Dead의 약자)'라는 이름으로, 2기가 방영되었다.

## 등장인물
※ 등장인물은 애니메이션의 설정을 기초로 서술한다.
아이카와 아유무 (相川 歩)
성우 - 마지마 준지
이 작품의 남주인공. 보기엔 평범한 고등학생. 그는 과거에 어떤 연쇄살인사건에 연루되어 한 번 죽었지만 유에 의해 좀비의 몸을 가지게 되었다. 좀비의 몸을 가졌기 때문에 찔리거나 절단나거나 폭발에 휘싸여도, 금방 재생이 된다. 또한 신체가 낼 수 있는 근력의 제한이 없어, 인간보다 강력한 파워를 낼 수 있다. 하지만 햇빛을 받으면 말라 비틀어져 버리기 때문에, 항상 흐린 날이나 그늘 안이나 날이 어두어질 때나 제대로 돌아다닐 수 있다고 한다. 그리고 얼떨결에 하루나의 마력을 흡수해버리는 바람에, 마장소녀로 변신할 수 있게 되어버렸다.
하루나 (ハルナ)
성우 - 노미즈 이오리
이 작품의 여주인공. 마법세계 "빌리에"에 있는 마테라이즈 마법학교에서 온 마장소녀(魔装少女)로, 학점 때문에 현세로 메갈로를 사냥하러 왔다가 아유무와 만나게 되었고 자신을 본 아유무의 기억을 지우려다가, 도리어 아유무에게 마력을 빼앗기고 그리해서 아유무네에 머물게 된다. 자신을 '천재 마장소녀'라 자칭하고 있으며, 그에 어울리게 머리는 똑똑한 편이나, 이상하게도 사람의 이름을 제대로 기억하지 않는다. 하지만 유일하게 아유무의 이름만은 제대로 기억하고 제대로 부르고 있다. 성격은 츤데레.
특기는 요리로, 특히 달걀말이에선 최고를 자랑한다. 무기 (마장구)로는 '미스틀틴'이라는 기계톱을 사용함.
유클리우드 헬사이즈 (ユークリウッド・ヘルサイズ) / 유 (ユー, ユウ)
성우 - 츠키미야 미도리
이 작품의 여주인공 중 한명. 아유무를 좀비로 만든 존재이자 명계의 네크로맨서인 소녀. 죽은 아유무를 살려내었고 그의 주인 아닌, 주인이 되었다. 평상시엔 말을 전혀 하지 않고 모든 의사소통을 수첩에 글을 적는 걸로 대신한다. 그 이유는 그녀가 엄청난 마력의 소유자라서 그녀의 말 한마디 한마디에 운명을 뒤바꿀 수 있는 힘을 지녔기 때문이며, 말 한마디로 사람의 생사를 좌지우지할 수 있지만 그에 따른 페널티로 극심한 두통을 느끼게 된다고 한다. 또한 자신의 감정 표현으로도 현세에 악영향을 줄 수 있기 때문에, 항상 감정을 숨긴 상태로 있다. 그리고 자신의 마력을 제어하기 위해 항상 마력 흡수 갑옷을 착용하고 다닌다.
유클리우드는 평소에 말을 전혀 하지 않고, 감정을 표현할 때도 억제하고 있기 때문에 어떤 상황에서도 뚜렷한 리액션을 보여주지 않는다. 그래서 아유무는 혼자 머릿속에서 '유의 원래 성격은 이렇지 않을까?'라는 망상을 하는 습관이 생겼고, 작중에서는 이것을 망상 유라고 호칭하고 있다. 아유무가 생각하는 유의 모습이란 다양해서, 매번 상상할 때마다 그 이미지가 조금씩 바뀐다.
세라핌 (セラフィム) / 세라 (セラ)
성우 - 히카사 요코
이 작품의 히로인 중 한명. 일본 어딘가에 있는 흡혈닌자이자 마을에서 온 소녀로, 큰 키에 포니테일, 글래머한 몸을 지녔지만 도도하고 차가운 성격에 입이 험한 편이라 독설을 날리곤 하며, 그 독설의 대부분은 아유무에게 한다. 무기는 나뭇잎을 검의 형태로 바꾼 나뭇잎 검이며, 취미 및 특기 및 장기는 '비검 제비 되돌리기'라는 기술이다. 그녀도 가끔 요리를 하지만, 그녀가 만든 요리는 살상무기가 되곤 한다.
1기에서 자신이 살고 있는 마을 내부의 문제를 해결하기 위해 유를 데려가려고 왔다가, 유를 설득하는데 실패하고 그녀를 데려가야 한다는 임무 때문에 아유무네에 얹혀 살게 되었다. 이후에는 결국 유를 설득하여 데리고 가는데 실패하자 상부에서 유를 제거하라는 임무를 받게 되지만 끝내 유를 제거하지 못하고 일원의 배신자가 된다. 그러나 1기 마지막쯤 되는 부분에서 활약을 해서 그런지, 이후 흡혈닌자들 무리에서 배신자 취급은 받지 않는 듯 하다.
메일 슈트롬 (メイル・シュトローム) / 토모노리 (トモノリ)
성우 - 카네모토 히사코
이 작품의 히로인 중 한명. 본명은 '메일 슈트롬'이지만 학교에서는 '요시다 유키(吉田 友紀)'라는 이름을 사용한다. '토모노리'라는 애칭은 '유키(友紀)'라는 이름을 훈독한 것이다. 세라랑 같은 흡혈닌자이나, 세라랑은 적대적인 파벌에 속해 있다. 애니에선 아유무랑 같은 학교에 재학 중이며 오리토하곤 친구 사이. 애니 1기 중반에 등장해서 위기에 빠진 아유무 일행을 구해주지만, 아유무와 하루나가 티격태격하다가 하루나에 의해 밀쳐진 아유무와 실수로 키스를 해버린다. 그리하여 흡혈닌자의 규율 (흡혈닌자에겐, '키스'란 결혼을 약속하는 것.)에 따라, 그녀는 아유뮤의 신부가 되길 자처하고 아유무를 좋아하기 시작한다. 그리고 그로 인해, 하루나와 묘한 신경전을 버리기도 함. 그렇지만 나중엔 하루나를 요리 스승으로 모시며, 잘 지내는 듯함.
오리토 (織戸)
성우 - 요시노 히로유키
아유무와 토모노리의 친구. 여자를 밝히고 학교의 모든 여학생의 정보를 다가지고 있는 등 변태적인 속성을 지닌 고등학생이다.
쿄코 (京子)
성우 - 시타야 노리코
처음에는 상냥하고 얌전한 소녀로 나오나, 실은 아유무를 살해하고 애니 1기 속 연쇄살인사건을 일으킨 주범의 악녀 타입 소녀. 그녀의 정체는 하루나와 같은 마장소녀였고, 밤의 왕에게 조종을 당하는 존재이다. 그리고 그녀는 그녀가 죽인 사람들의 영혼을 제물로 바쳐 수많은 목숨을 얻었다고 한다. 그래서 그녀는 몸에 상처를 입어도, 과도한 마법으로 몸이 상해를 입어도, 죽임을 당해도 자기가 얻은 수많은 목숨으로 다시 살아날 수 있고 그 때마다 상처도 사라진다. 또한 세라와 비슷한 기술을 사용할 수 있기도 하다. 그녀는 극 중에서 아유무의 목숨과 유의 마력을 손을 얻기 위해 아유무 일행을 공격하나 결국, 아유무에 의해 수도 없이 죽임을 당한 뒤 밤의 왕에 의해 육신이 거두어 진 소녀.
대선생 (大先生)
성우 - 시미즈 아이
하루나가 다니는, 마법세계 '빌리에'의 마테라이즈 마법학교의 선생님. 본명은 아리엘. 하루나만큼 어려 보이는 외모를 지녔고, 마법 능력으로서나 무기를 개발하는 기술로서나 굉장히 뛰어나다. 하지만 척 봐선 그렇게 보이진 않음. 그리고 그녀는 아유무의 능력이 예사롭지 않다고 여기며 아유무 일행들을 지켜 보고 있음. 원작에서는 두 자루의 일본도를 사용함.
크리스 (クリス)
성우 - 나바타메 히토미
2기에서 아유무가 보건실에서 마주친, 분홍색 드릴(사이드 포니테일)머리에 흰색 드레스를 입고 있는 소녀.
이 소녀는 과거 빌리에의 여왕인 '리리스'에게 중년의 아저씨가 되는 저주에 걸려 버렸다고 한다. 그러나 술을 마시면 잠시나마 원래의 모습으로 돌아오곤 한다. 그래서 그녀는 인간세계에서 아이카와 반 담임을 맡으며, 저주를 풀 방법을 기다렸다고 한다. 그러다 그녀는 유와 하루나를 이용해, 그 저주를 풀어버리고 성격은 상큼발랄하고 순수한 성격이다.
밤의 왕 (夜の王)
성우 - 유사 코지
애니 1기에서 모든 일에 배후에 있던 인물로, 유가 만든 첫 번째 좀비였다. 극 중 처음으로 등장했을 땐, 평범한 펫숍에서 일어나는 직원으로 나옴. 그는 어떤한 사건을 계기로 그에게 상심을 느낀 유에 의해 소명당했다고 한다. 하지만 그는 완전히 사라지지 않고 유에게 다시 나타나서 자신을 죽여달라고 부탁하기 위해 이번 일들을 계획한다. 그 이유는 그는 너무 영원한 삶을 살게 되었지만 삶의 이유를 잃어버렸기 때문이었다고 한다. 그러다 극 중 마지막쯤에 기다긴 혈투 끝에 아유무의 말을 듣은 유에 의해 소멸당하고 만다. 과거 그는 빌리에로부터 명계를 지키기 위해 조직된, '세븐스 어비스'의 멤버였다고 전해지며, 당시 유의 파트너였다고 한다.
히라마츠 타에코 (平松 妙子)
성우 - 야마구치 리에
아유무의 클래스메이트이며, 내성적인 성격으로 말수가 적으며 학년 최고의 우등생이지만 운동은 싫어한다. 아유무에게 호의를 갖고 있는 듯하다. 유령과 공포 영화, 특히 좀비를 매우 싫어한다.
미하라 카나미 (三原 かなみ)
성우 - 미나
히라마츠의 친구. 조금 어른스러운 분위기를 가지는 농구 부원이라 한다. 밝은 분위기 메이커.
시모무라 (下村) / 앤더슨 (アンダーソン)
성우 - 타키자와 이츠키
아유무와 토모노리의 친구. 본명은 '시모무라(下村)'이나, 일본인같지 않은 외모라서, 下村에서 변형된 '앤더슨'이라고 불린다. (下를 영어로 하면 under가 되며, 그걸 일본인들은 アンダー(안다)라고 발음하며, 村을 일본어로 'そん(손)'이라 발음함.)
겉으론 인간같지만 실은 유와 같은 명계인이라 하며, 애니 2기에서 아이카와에게 여러 모로 조언을 주지만, 가끔 그에게 엉뚱한 걸 알려져 그를 곤란스럽게 만들기도 한다고 한다.
사라스바티 (サラスバティ) / 사라스 (サラス)
성우 - 고다 아야
세라핌의 상사에 해당하는 흡혈닌자. 세라처럼, 아름다운 외모를 지녔지만 입이 험하고 냉정한 성격을 지녔다. 처음에는 아유무에게 세라와 마찬가지로 독설을 내뿜지만 후엔 엉덩이의 모양이 참을 수 없이 좋다는 이유로 아유무를 좋아하게 되고 토모노리에게 아유무에게 키스를 하겠어라는 선언을 하기도 하였다.
네글레리아 네비로스 (ネグレリア・ネビロス) / 네네 (ネネ)
성우 - 코시미즈 아미
본명은 '네글레리아 네비로스'. 과거 '세븐스 어비스'의 멤버로, 명계 최강의 실력자였다고 함, 애니메이션 2기에선 인간 세계에서 살면서 동인작가로 활동하는 것으로 묘사된다.

## 단행본
소설
대한민국에서는 서울문화사의 제이노블을 통해 번역·발매되고 있다. 각 권에는 문장의 형식으로 된 부제가 붙어있으며, 제3권 이후의 부제에 대한 번역은 대한민국 발매 시 변경될 수 있다.
- 제1권 - 예, 마장소녀입니다(はい、魔装少女です)
  - 일본 - ISBN 978-4-8291-3370-5 (2009년 1월 20일 발매)
  - 대한민국 - ISBN 978-89-263-1484-5 (2010년 10월 10일 발매)
- 제2권 - 그래, 나는 죽음을 부르는 자(そう、私は死を呼ぶもの)
  - 일본 - ISBN 978-4-8291-3405-4 (2009년 5월 20일 발매)
  - 대한민국 - ISBN 978-89-263-2086-0 (2010년 12월 10일 발매)
- 제3권 - 아니요, 그것은 폭발합니다(いえ、それは爆発します)
  - 일본 - ISBN 978-4-8291-3442-9 (2009년 9월 19일 발매)
  - 대한민국 - ISBN 978-89-263-2142-3 (2011년 1월 10일 발매)
- 제4권 - 응, 선생님이 최강이야!(うん、先生が最強だよ!)
  - 일본 - ISBN 978-4-8291-3481-8 (2010년 1월 20일 발매)
  - 대한민국 - ISBN 978-89-263-2251-2 (2011년 3월 10일 발매)
- 제5권 - 그래, 마이 달링은 밥벌레다(ああ、マイダーリンはロクデナシ)
  - 일본 - ISBN 978-4-8291-3524-2 (2010년 5월 20일 발매)
  - 대한민국 - ISBN 978-89-263-2312-0 (2011년 4월 10일 발매)
- 제6권 - 예, 모두 신부입니다(はい、どちらも嫁です)
  - 일본 - ISBN 978-4-8291-3574-7 (2010년 10월 20일 발매)
  - 대한민국 - ISBN 978-89-263-2365-6 (2011년 5월 10일 발매)
- 제7권 - 예에~,잠자는 가슴이랍니다(は-い、眠れるチチです)
  - 일본 - ISBN 978-4-8291-3605-8 (2011년 1월 20일 발매)
  - 대한민국 - ISBN 978-89-263-2685-5 (2011년 10월 10일 발매)
- 제8권 - 예에~,키스해서 죄송합니다(は-い、キスしてごめんなさい)
  - 일본 - ISBN 978-4-8291-3650-8 (2011년 6월 18일 발매)
  - 대한민국 - ISBN 978-89-263-2829-3 (2012년 1월 12일 발매)
- 제9권 - 예에~,축하 저주 하러 왔답니다(は-い、祝(呪)いに来ました)
  - 일본 - ISBN 978-4-8291-3701-7 (2011년 11월 19일 발매)
  - 대한민국 - ISBN 978-89-263-3036-4 (2012년 5월 18일 발매)
- 제10권 - 예에~,러블리하고 매력적이지만 나는(は-い、ラブリーでチャーミングだけどあたしは)
  - 일본 - ISBN 978-4-8291-3761-1 (2012년 5월 19일 발매)
  - 대한민국 - ISBN 978-89-263-3194-1 (2012년 9월 10일 발매)
- 제11권 - 예에~,머랭입니다(は-い、メレンゲです)
  - 일본 - ISBN 978-4-8291-3811-3 (2012년 10월 20일 발매)
  - 대한민국 - ISBN 978-89-263-3477-5 (2013년 5월 10일 발매)
- 제12권 - 그래, 나는 사랑을 외치는 자(そう、私は愛を叫ぶ者)
  - 일본 - ISBN 978-4-8291-3858-8 (2013년 2월 20일 발매)

- 제13권 - 아니요, 전혀 기억이 없습니다( いいえ、全く記憶にございません)
  - 일본 - ISBN 978-4-8291-3887-8 (2013년 5월 18일 발매)

만화
- 제1권
  - 일본 - ISBN 978-4-04-712679-4 (2010년 8월 9일 발매)
- 제2권
  - 일본 - ISBN 978-4-04-712707-4 (2011년 1월 8일 발매)
- 제3권
  - 일본 - ISBN 978-4-04-712735-7 (2011년 7월 8일 발매)
- 제4권
  - 일본 - ISBN 978-4-04-712763-0 (2011년 12월 9일 발매)
- 제5권
  - 일본 - ISBN 978-4-04-712796-8 (2012년 5월 9일 발매)
- 제6권
  - 일본 - ISBN 978-4-04-712806-4 (2012년 10월 20일 발매)

## 애니메이션
2011년 1월부터 독립 UHF 계열의 방송국들과 AT-X를 통해 방영되었으며,
2012년 4월부터 [[이것은 좀비입니까? OF THE DEAD|これはゾンビですか? OF THE DEAD]]로 제 2기가 방영 중이다.
국내에서는 '이것은 좀비입니까? OF THE DEAD(약칭)이것은 좀비입니까?OTD'라는 제목으로 애니플러스가 방송서비스를 하고 있다.

### 제작진
- 원작 - 키무라 신이치, 코부이치, 무리링(후지미 판타지아 문고)
- 감독 - 카나사키 타카오미
- 시리즈 구성 - 우에즈 마코토
- 캐릭터 디자인 - 타가시라 시노부
- 세트 디자인 - 아오키 토모유키
- 소품 디자인 - 이와나가 에츠노부
- 미술감독 - 이치쿠라 케이
- 색채 설계 - 키타즈메 에이코
- 촬영감독 - 카와구치 마사유키
- 편집 - 마츠무라 마사히로
- 음향감독 - 이와나미 요시카즈
- 음악 - 카키시마 신지
- 제작 - 야스다 타케시, 타케치 츠네오, 아사미 코쿄우, 츠치하시 테츠야, 이즈미카와 아키오, 노다 카즈키
- 프로듀서 - 하치야 세이이치, 누마타 토모미, 쿠마타니 요시카즈, 후지타 사토시, 카와시마 세이이치
- 애니메이션 제작 - 스튜디오 딘
- 제작 - 리프레인 학년 라이징 반

### 주제가

#### 1기
오프닝 테마 〈맡·겨·줘 Tonight〉(魔・カ・セ・テ Tonight)
작사·작곡·편곡 - manzo
노래 - 노미즈 이오리
엔딩 테마 〈눈치채 줘 좀비님, 저는 반 친구입니다〉(気づいてゾンビさま、私はクラスメイトです)
작사 - 나카노 아이코 / 작·편곡 - manzo
노래 - 야마구치 리에 with manzo

#### 2기
오프닝 테마〈*** Passionate〉(*** パショナート)
작사·작곡·편곡 - manzo
노래 - 노미즈 이오리
엔딩 테마 〈사랑의 초보자 입니다(T_T)〉(戀のビギナ-なんです(T_T))
작사·작곡·편곡 - manzo
노래 - 야마구치 리에

### 방영 목록
| 화수  | 부제 (원제/풀이)                                      | 각본                        | 그림 콘티         | 연출            | 작화감독                    | 총 작화감독       |
| ----- | ----------------------------------------------------- | --------------------------- | ----------------- | --------------- | --------------------------- | ----------------- |
| 제1화 | はい、魔装少女です (예, 마장소녀입니다)               | 우에즈 마코토               | 카나사키 타카오미 | 요시다 슌지     | 타토바 조                   | 야히로 유코       |
| 제2화 | いえ、吸血忍者です (아니요, 흡혈닌자입니다)           | 우에즈 마코토               | 카나사키 타카오미 | 사가 사토시     | 마에자와 히로미             | 모리모토 히로후미 |
| 제3화 | そう、髪型はツインテールに (그래, 머리는 트윈 테일에) | 마치다 토우코 우에즈 마코토 | 이데 야스노리     | 나카야마 아츠시 | 스즈키 미오리               | 야히로 유코       |
| 제4화 | ちょ、俺輝いてる? (잠깐, 나 빛나고 있어?)             | 모리타 시게루               | 사이토 테츠토     | 요시다 슌지     | 아사히 아키히토             | 모리모토 히로후미 |
| 제5화 | ええ、京豆腐どすえ (에, 교두부이어요)                 | 모리타 시게루               | 사가 사토시       | 사가 사토시     | 쿠사카 타케시               | 야히로 유코       |
| 제6화 | そう、私は死を呼ぶもの (그래, 나는 죽음을 부르는 자)  | 우에즈 마코토               | 이데 야스노리     | 히라타 유타카   | 호리코시 쿠미코 카토 마유코 | 모리모토 히로후미 |
| 제7화 | おい、お前どこ中だよ? (어이, 너 어디 소속이야?)       | 마치다 토우코               | 카나사키 타카오미 | 나카야마 아츠시 | 스즈키 미오리 야히로 유코   | 야히로 유코       |
| 제8화 | えへ、学園妻です (으흠, 학교 부인입니다)              | 모리타 시게루               | 타가시라 시노부   | 스즈키 타카토키 | 모리모토 히로후미           | 모리모토 히로후미 |
| 제9화 | はい、脱ぐと凄いんです (예, 벗으면 굉장합니다)        | 마치다 토우코               | 카나사키 타카오미 | 요시다 슌지     | 쿠도 유카                   | 야히로 유코       |